# Pokreni se...
Pokreni se... je prvi EP album bosanskohercegovačkog repera Frenkija objavljen 8. ožujka 2008. u FmJam Recordsu.

## Popis pjesama
| Br. | Skladba             | Gostovanja            | Trajanje |
| --- | ------------------- | --------------------- | -------- |
| 1.  | »Ej Hodža 08«       |                       | 3:54     |
| 2.  | »Pokreni se!«       | Disciplinska Komisija | 3:10     |
| 3.  | »Od druga do druga« |                       | 3:56     |
| 4.  | »Od kluba do kluba« |                       | 3:44     |
| 5.  | »2 versa«           | Kontra                | 3:34     |
| 6.  | »Prazan ruksak«     |                       | 4:06     |
| 7.  | »Nix gut«           |                       | 3:24     |